# Espinasse-Vozelle
 Espinasse-Vozelle  là một xã ở tỉnh Allier thuộc miền trung nước Pháp.